# سامخیا کاریکا
سامخیا کاریکا (سانسکریت: सांख्यकारिका؛ Sāṁkhyakārikā) قدیمی‌ترین متن بازمانده از مکتب فلسفی هندی سامخیا است. تاریخ نگارش اصلی متن نامشخص است، اما تاریخ پایان آن (قبل از تکمیل شدن) از طریق ترجمه چینی آن که در سال ۵۶۹ پس از میلاد در دست‌رس قرار گرفت، مشخص شده‌است. آن را به ایسوارا کریشنا (Iśvarakṛṣṇa، ۳۵۰ پس از میلاد) نسبت می‌دهند.
در متن، نویسنده خود را جانشین شاگردان حکیم بزرگ کاپیلا، از طریق آسوری (Āsuri) و پانکاشیخا (Pañcaśikha) توصیف کرده‌است. سامخیا کاریکا او شامل ۷۲ دوبیتی (śloka) است که در آریا متر (آریا متر وزن شعری‌ای است که در آیات سانسکریت، پراکریت و مراتی استفاده می‌شود) نوشته شده‌است، و آخرین بیت بیان می‌کند که سامخیا کاریکای اصلی تنها ۷۰ بیت داشته‌است.
اولین تفسیر مهم در مورد کاریکا این است که توسط گاوداپادا نوشته شده‌است. یوکیدیپیکا (Yuktidipika) (تفسیری بر سامخیا کاریکا توسط ایشواراکریشنا) که نسخه‌های خطی آن در قرون وسطی در اواسط قرن بیستم کشف و منتشر شد، یکی از مهم‌ترین بررسی‌ها و تفسیرهای موجود دربارهٔ سامخیاکاریکا است.
سامخیاکاریکا در قرن ششم میلادی به چینی ترجمه شد. در سال ۱۸۳۲، کریستین لاسن این متن را به لاتین ترجمه کرد. هنری توماس کلبروک اولین بار این متن را به انگلیسی ترجمه کرد. ویندیشمن و لورینسر آن را به آلمانی و پوتیه و سنت هیلر آن را به فرانسوی ترجمه کردند.

## تألیف و گاه‌شماری
سامخیا رکن مهم سنت فلسفی هند به نام شاددرشانا است، اما در حال حاضر از بین آثار استاندارد سامخیا تنها سه مورد موجود است. این‌ها عبارتند از: سامخیا سوتراهای منسوب به بنیان‌گذار سامخیا، کاپیلا. تاتوا ساماسا، که برخی از نویسندگان (ماکس مولر) آن را مقدم بر سامخیا سوتراس می‌دانند، و سامخیا کاریکا نوشته ایشوارا کریشنا. ایشوارا کریشنا از چند معلم قبلی سامخیا پیروی می‌کند و گفته می‌شود که از خانواده کائوسیکا آمده‌است. او قبل از واسوباندو تدریس می‌کرد و به‌دنبال کاپیلا، آسوری، پانکا شیخا، ویندیاواسا، وارساگانیا، جیگیسویا، وودو، دوالا و ساناکا قرار می‌گیرد.

اهمیت

علاوه بر مکتب ودانتا، مکتب سامخیا نیز مکتبی است که بیش‌ترین تأثیر را بر تاریخ اندیشه هند داشته‌است و اختلاط و ترکیبی از اندیشه این دو مکتب را اغلب می‌توان در آثار مهم فکری هند یافت. سامخیا کاریکا کتاب درسی کلاسیک مکتب سامخیا است.

—هاجیمه ناکامورا
سامخیا کاریکا احتمالاً زمانی در دوره امپراتوری گوپتا، بین ۳۲۰–۵۴۰ پس از میلاد به‌وجود آمده‌است. ترجمه پارامارتا که به چینی همراه با تفسیر در ۵۵۷–۵۶۹ پس از میلاد نوشته شده‌است، در چین باقی مانده‌است، و این قدیمی‌ترین نسخه باقی‌مانده از سامخیا کاریکا را تشکیل می‌دهد. چندین نسخه خطی با آیات کمی متفاوت نیز شناخته شده، اما موضوع اصلی یا معنای کلی متن را به چالش نمی‌کشند.
جرالد لارسون بیان می‌کند که در حالی که ایده‌های سامخیا در نیمه دوم هزاره اول پیش از میلاد تا دوره گوپتا توسعه یافتند، تحلیل شواهد نشان می‌دهد که سامخیا ریشه در گمانه‌زنی‌های برهمانه‌های دوره ودایی و قدیمی‌ترین اوپانیشادهای هندوئیسم در مورد ماهیت انسان دارد. و این‌که عموماً توافق بر این است که فرمول سامخیا در ابتدایی‌ترین زمان پس از تألیف قدیمی‌ترین اوپانیشادها (۸۰۰ سال قبل از میلاد) صورت گرفته‌است.
لارسون بیان می‌کند که از نظر زمان‌شناسی متنی مقایسه‌ای، ویرایش نهایی یوگاسوترا و نگارش سامخیا کاریکا احتمالاً هم‌زمان بوده‌اند. ادبیات سامخیا با پیشرفت‌های بعدی از جمله از طریق بهاشیا در سامخیا کاریکا، و در قرن نهم سامخیا تاتوا کامودی از واکاسپاتی میشرا رشد کرد.

## ساختار

### تعداد آیات
کاریکا که دانشمندان هندو باستانی گواداپادا و وکاسپاتی میسرا نوشته‌اند، شامل هفتاد و دو آیه است. با این حال، گاوداپادا در مورد شصت و نه مورد اول اظهار نظر کرد، که دانشمندان دوران استعمار قرن نوزدهم را پیشرو نشان دادند که سه مورد آخر ممکن است بعداً اضافه شده باشند. با کشف نسخه‌های خطی قرن ششم ترجمه‌های متن هندی به زبان چینی، مشخص شد که در قرن ششم، کاریکا هفتاد و دو بیت داشت. نسخه چینی شامل تفسیر کاریکا است، اما به دلایل نامعلوم، تفسیر آیه شصت و سه را نادیده می‌گیرد یا از دست می‌دهد.
در اواسط قرن بیستم، اولین نسخه خطی یوکتیدیپیکا در هند کشف شد که مرور و تفسیری است بر کاریکا. یوکتیدیپیکا، به دلایل نامعلوم، از اظهار نظر در مورد آیات شصت تا شصت و سه، آیه شصت و پنج و شصت شش صرف‌نظر کرد، اما ۶۶ آیه از ۷۲ آیه باقی‌مانده را مرور و تجزیه و تحلیل کرد.
متن ماتاراورتی در دوران قرون وسطی بیان می‌کند که کاریکا هفتاد و سه بیت دارد. در مقابل، آیه هفتاد و دوم از قرن ششم بعد از میلاد کاریکای بازمانده اعلام می‌کند که نسخه اصلی آن فقط هفتاد بیت داشته‌است، که به این معناست که زمانی نسخه قدیمی‌تری از سامخیا کاریکا وجود داشته‌است. محققین با شناسایی کهن‌ترین مجموعه اصیل هفتاد بیتی کوشیده‌اند تا نسخه‌ای تصحیح‌شده تولید کنند، اما این تلاش موجب اجماع دانشمندان نشده‌است. از نظر محتوا، اهمیت و معنا، صرف‌نظر از این‌که به کدام نسخه از نسخه اشاره شده‌است، متن اساساً یکسان است.

### متر (وزن)
هر بیت از متن فلسفی سامخیا کاریکا در یک‌وزن ریاضی دقیق سروده شده‌است که در ریتم موسیقی یک آریا متر (همچنین به نام گاتا، یا آهنگ، متر) تکرار می‌شود. هر بیت در دو نیم‌بند با قاعده زیر تنظیم می‌شود: هر دو نیمه دقیقاً کل لحظه‌های تکراری دارند و الگوی فرعی تکراری به روش بسیاری از ترکیبات سانسکریت باستانی دارند. بند به پا تقسیم می‌شود، هر پا دارای چهار لحظه است که هجای کوتاه آن یک لحظه شمارش می‌شود (ماترا)، درحالی‌که هجای بلند به‌صورت عروضی دو لحظه است.
هر آیه کاریکا در چهار ربع (دو ربع یک‌نیمه) ارائه می‌شود، ربع اول دقیقاً سه فوت (۱۲ ضربه)، ربع دوم چهار و نیم فوت (۱۸ ضربه)، ربع سوم هر آیه دارای سه فوت است. (دوباره ۱۲ ضربه)، درحالی‌که ربع چهارم دارای سه و نیم به علاوه یک هجای کوتاه اضافی در انتهای خود است (۱۵ ضربه). بنابراین، از نظر وزنی، نیم‌بند اول هر بیت از این متن فلسفی دارای سی و بیت دوم بیست و هفت است.

## فهرست
جرالد لارسون می‌گوید سامخیا در سنت ودایی پدیدار شد، و کاریکا متن مهمی است که ثمره آن تلاش‌ها بود.
1. هدف متن: آیات ۱ تا ۳
2. وسائل معرفت: آیات ۴ تا ۸
3. نظریه علیت و آموزه گوناس: آیات ۹ تا ۱۴
4. طبیعت پرکرتی: آیات ۱۵ تا ۱۶
5. طبیعت پوروشا: آیات ۱۷ تا ۱۹
6. ارتباط پراکریتی و پوروشا: آیات ۲۰ تا ۲۱
7. نظریه ظهور اصول: آیات ۲۲ تا ۳۸
8. نظریه واقعیت: آیات ۳۹ تا ۵۹
9. نظریه تفاهم و آزادی: آیات ۶۰ تا ۶۹
10. نقل حدیث سامخیا: آیات ۷۰ تا ۷۲